# 勞雷爾 (內布拉斯加州)
勞雷爾（英語：Laurel）是位於美國內布拉斯加州錫達縣的城市。

## 人口
根據2020年美國人口普查的數據，勞雷爾的面積為3.50平方千米，皆為陸地。當地共有人口975人，而人口密度為每平方千米279人。